# Parc national de Guanahacabibes
Le parc national de Guanahacabibes (en espagnol Parque Nacional Guanahacabibes) est un parc national de Cuba dans la péninsule de Guanahacabibes, dans la province de Pinar del Río, sur la péninsule de Guanahacabibes qui forme la pointe ouest de l'île de Cuba.
Il fait partie d'une réserve de biosphère qui couvre toute la péninsule de Guanahacabibes.

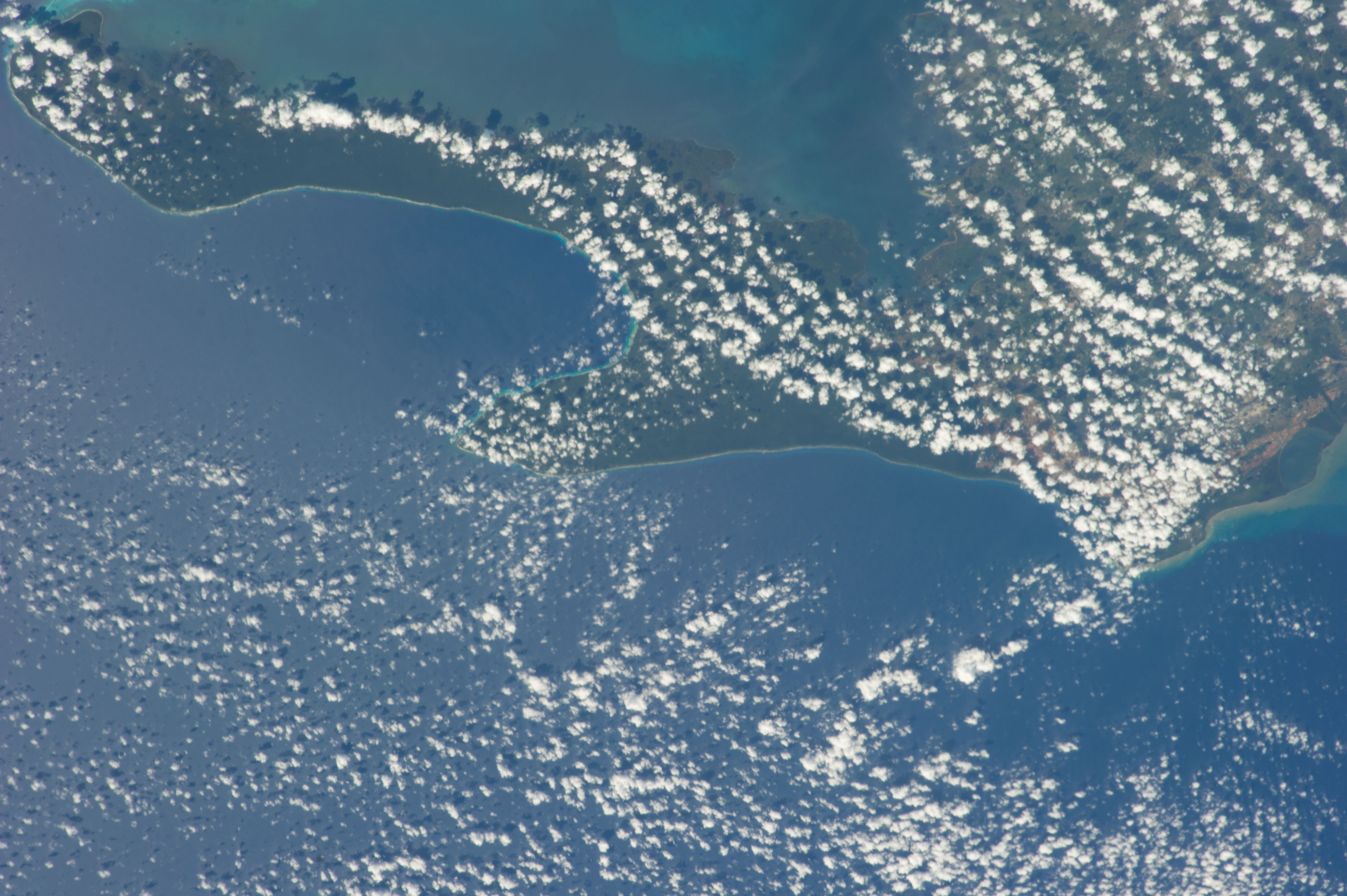
Péninsule de Guanahacabibes, vue satellite

## Création, situation

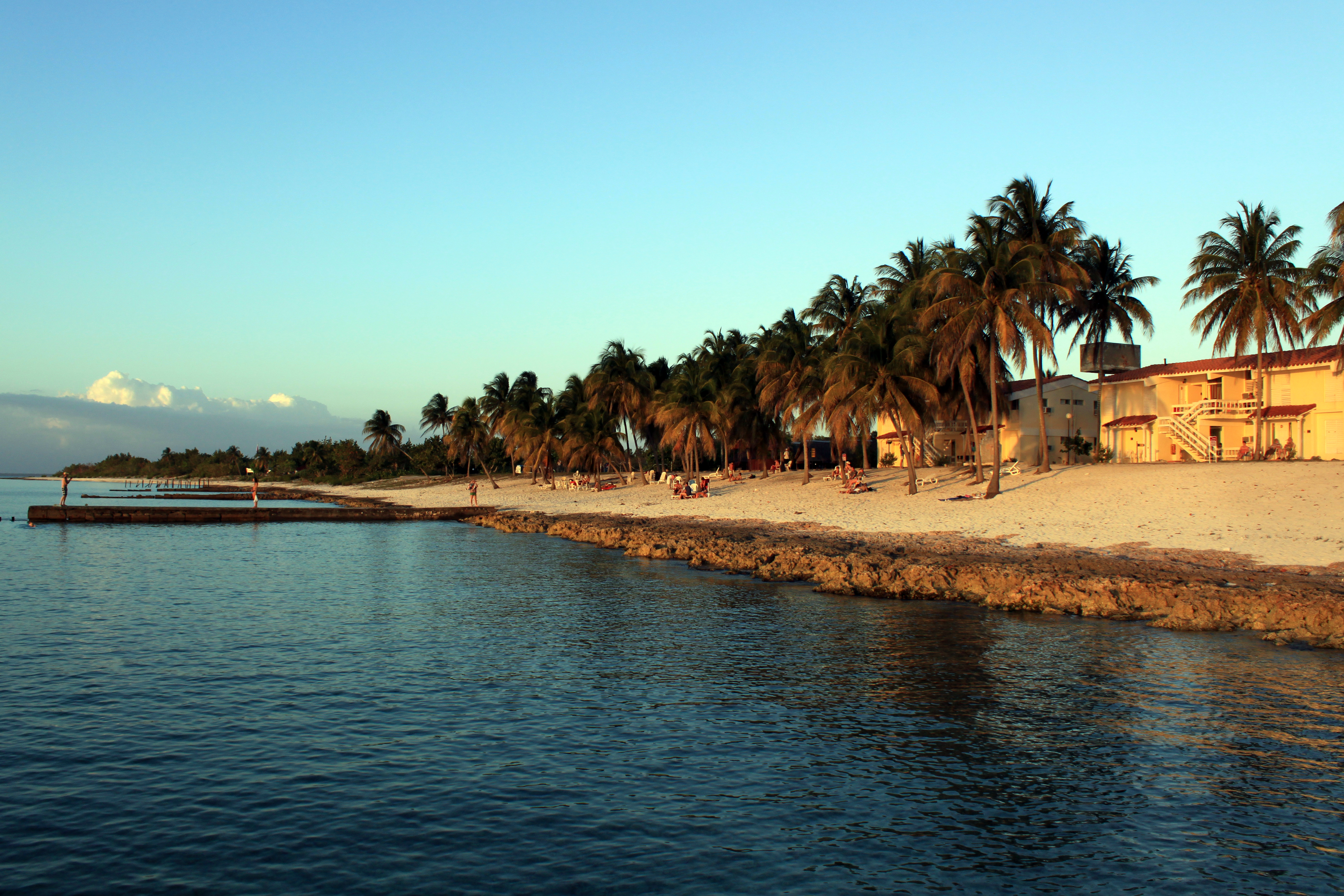
María la Gorda

Le parc national de Guanahacabibes a été créé en 1997 et approuvé le 14 décembre 2001 (Acuerdo 4262 del Comité Ejecutivo del Consejo de Ministros),,,,. Il a une surface de 39 830 ha (398,3 km2) ; il comprend des zones terrestres qui totalisent 23 880 ha et une zone marine pour 15 950 ha. 
Il se trouve dans la municipalité de Sandino, sur la péninsule de Guanahacabibes qui forme la pointe sud-ouest de l'île de Cuba et a elle-même une surface de 1 060 km2. 
Cette péninsule comprend deux caps ou péninsules : le cap San Antonio, qui pointe vers l'ouest-sud-ouest et est le point le plus à l'ouest de l'île principale de Cuba ; et le cap de Corrientes (en), qui pointe vers le sud-ouest. Entre les deux caps se trouve la baie de Corrientes, dont toute la côte fait partie du parc national. 
Le parc forme le noyau de la réserve de biosphère du même nom, qui a été créée en 1987 et a une surface de 121 572 ha (1 215,72 km2) — 
elle  couvre toute la péninsule de Guanahacabibes et s'étend au-delà de la péninsule vers l'est.
Pour les contours du parc national, voir la carte dans Crespo et al. 2017, p. 91.
La péninsule de Guanahacabibes est l'une des zones protégées les plus reconnues de Cuba en raison de son faible niveau de développement économique, de la bonne conservation de ses ressources naturelles et de sa faune endémique. Le parc sert de refuge à la grande diversité de la faune et de la flore de la péninsule, autant terrestre que marine. Il fait partie du « Système de récifs dans les Antilles cubaines », une zone inscrite sur la liste indicative du patrimoine mondial. 

Faune marine à María la Gorda
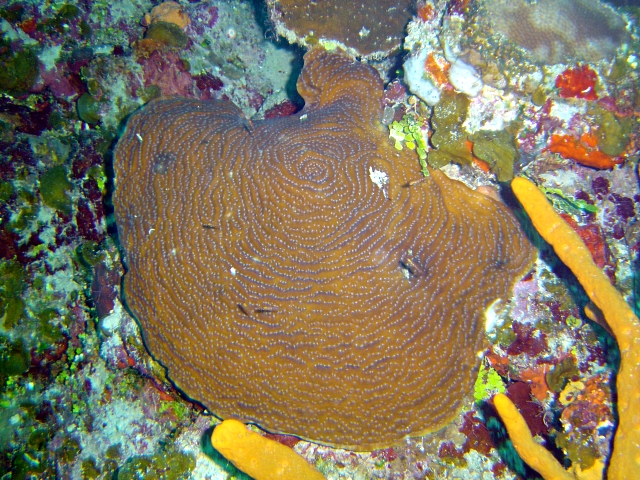
Agaricia undata
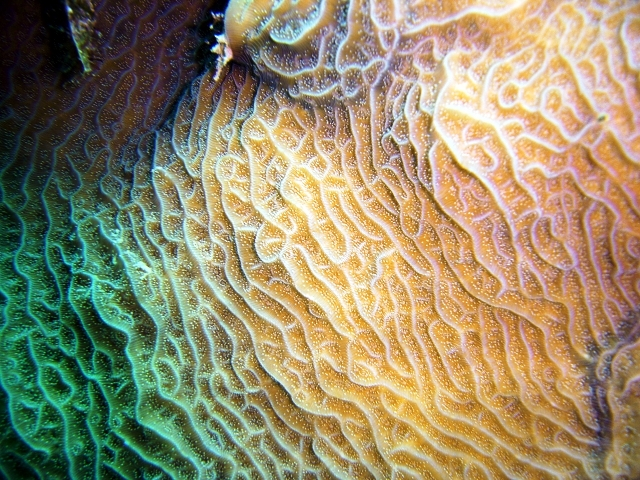
Agaricia agaricites
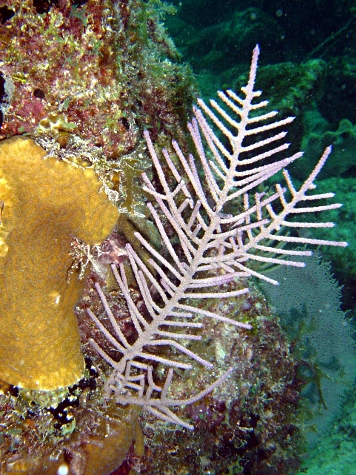
Antillogorgia bipinnata (en)
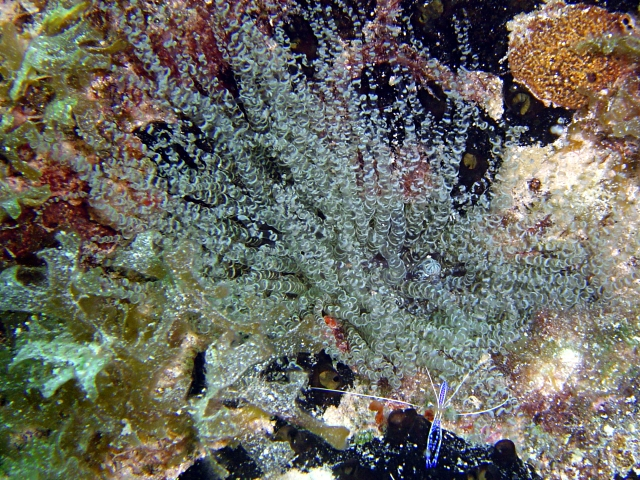
Bartholomea annulata (en)
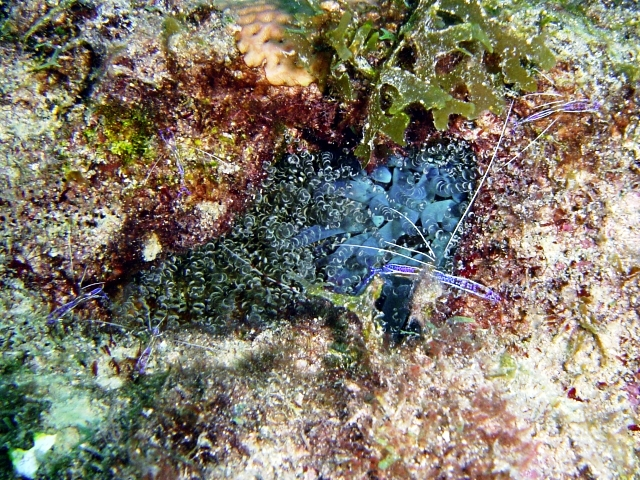
Bartholomea annulata (en) et Ancylomenes pedersoni
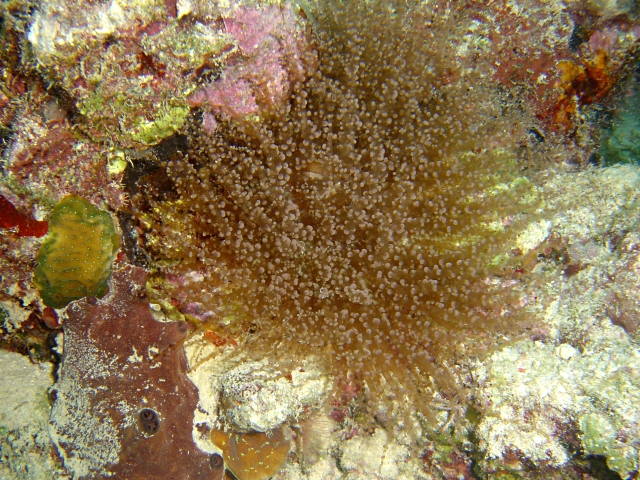
Bartholomea lucida
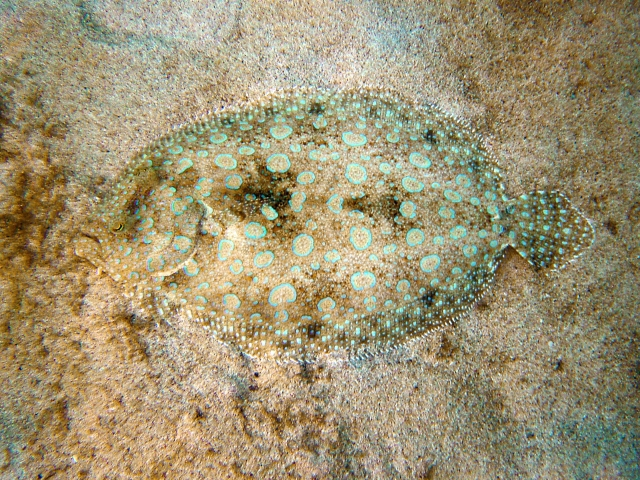
Bothus lunatus
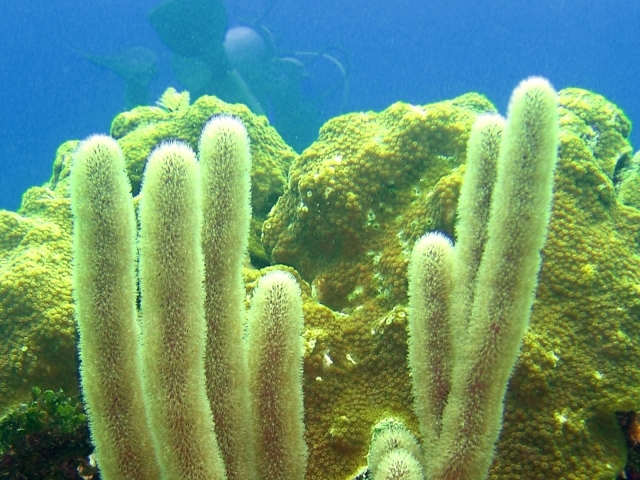
Briareum asbestinum (en)
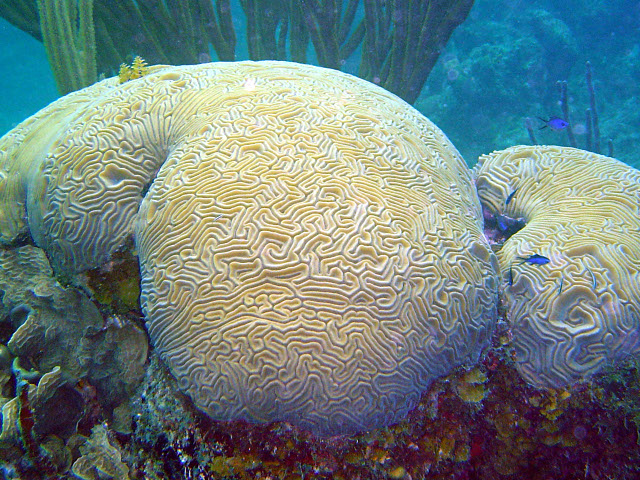
Diploria labyrinthiformis
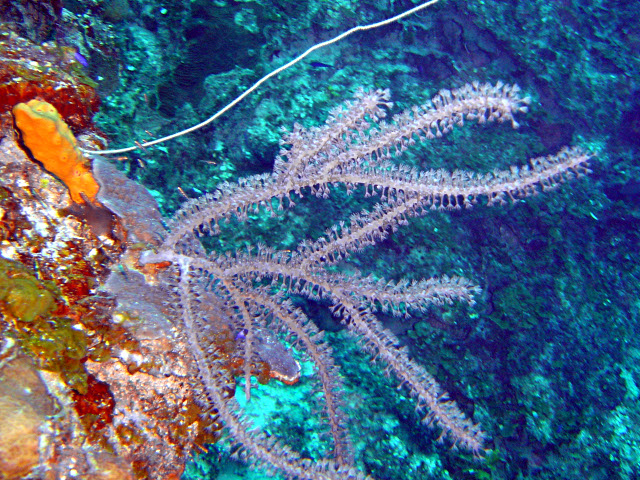
Eunicea mammosa (en)
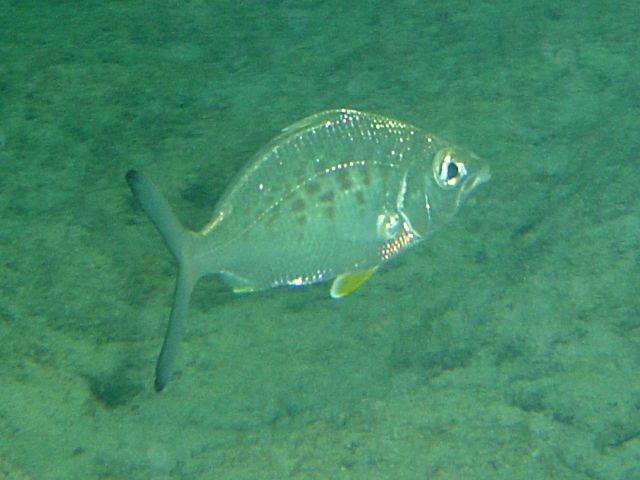
Gerres cinereus (en)
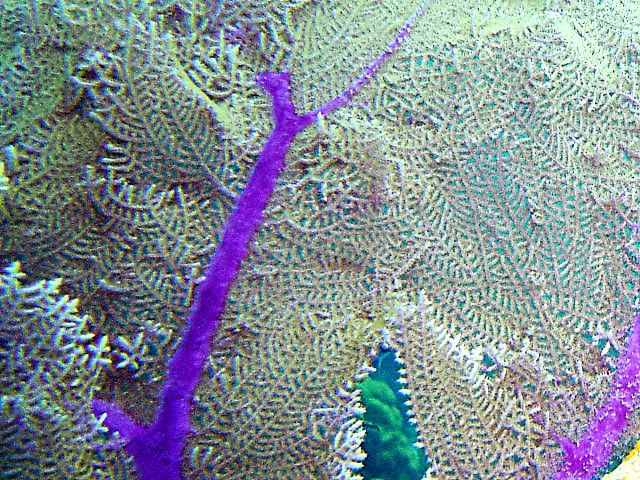
Gorgonia flabellum
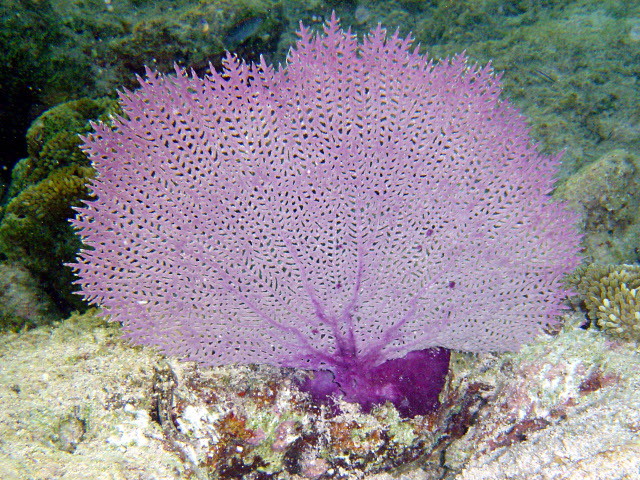
Gorgonia ventalina (en)
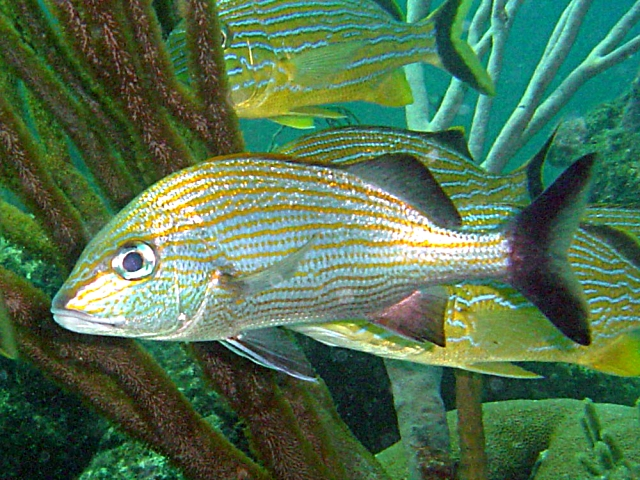
Haemulon carbonarium
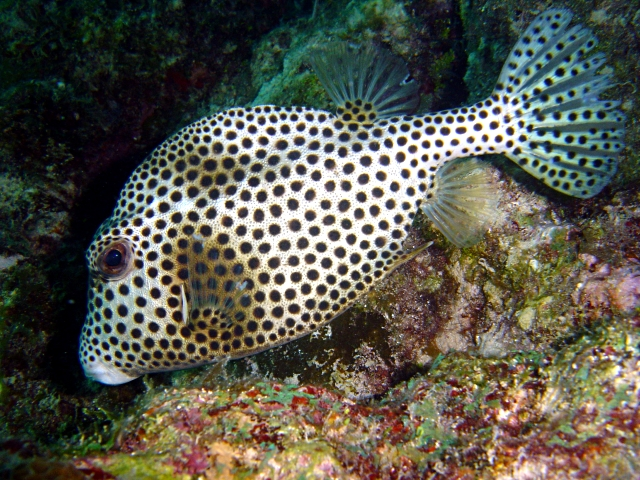
Lactophrys bicaudalis
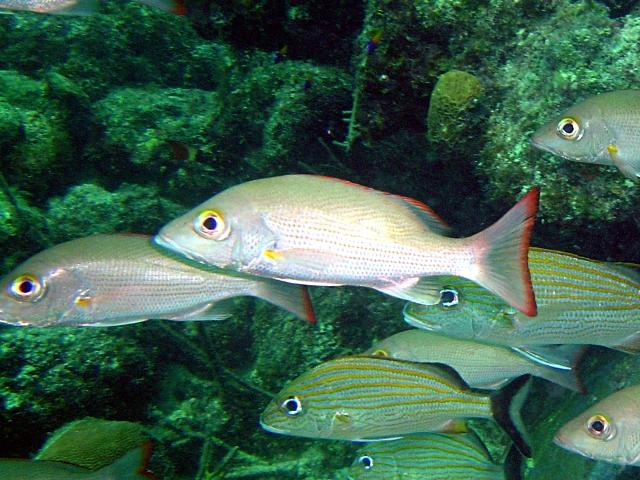
Lutjanus mahogoni
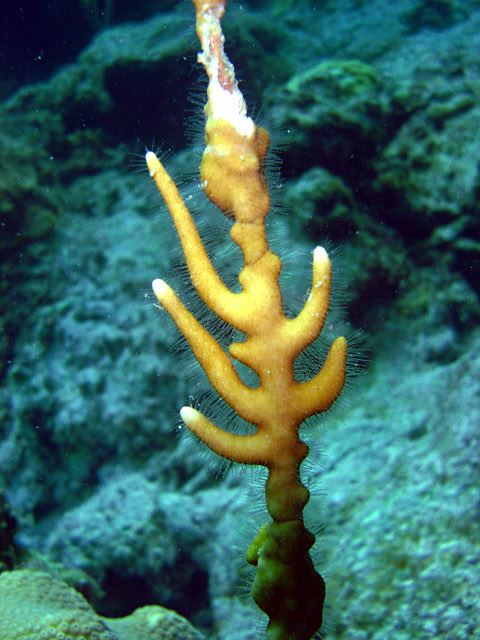
Millepora alcicornis
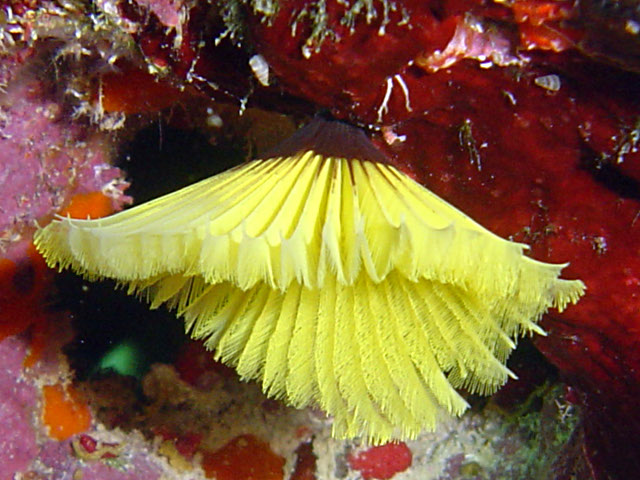
Notaulax occidentalis
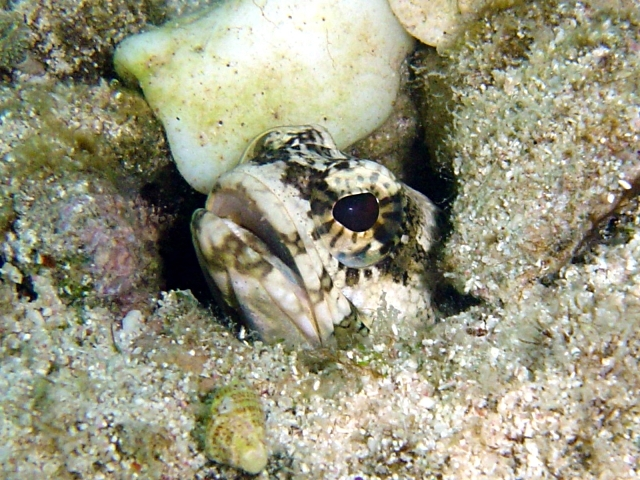
Opistognathus (en) macrognathus
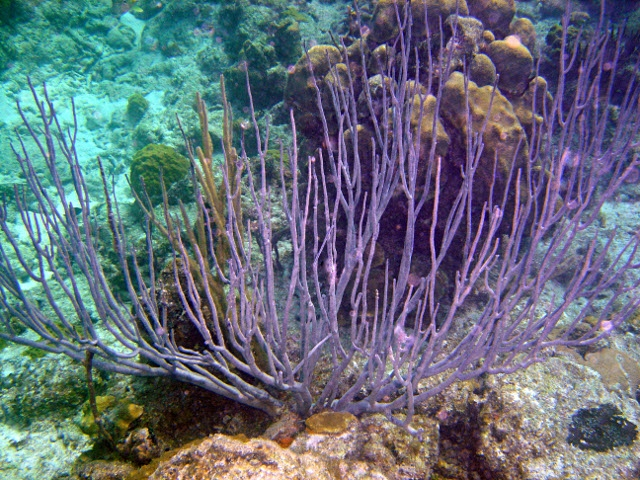
Pseudoplexaura
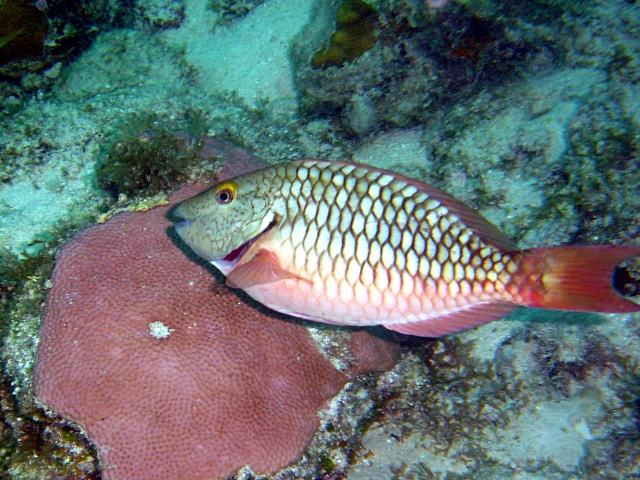
Sparisoma chrysopterum (en)

Faune terrestre María la Gorda
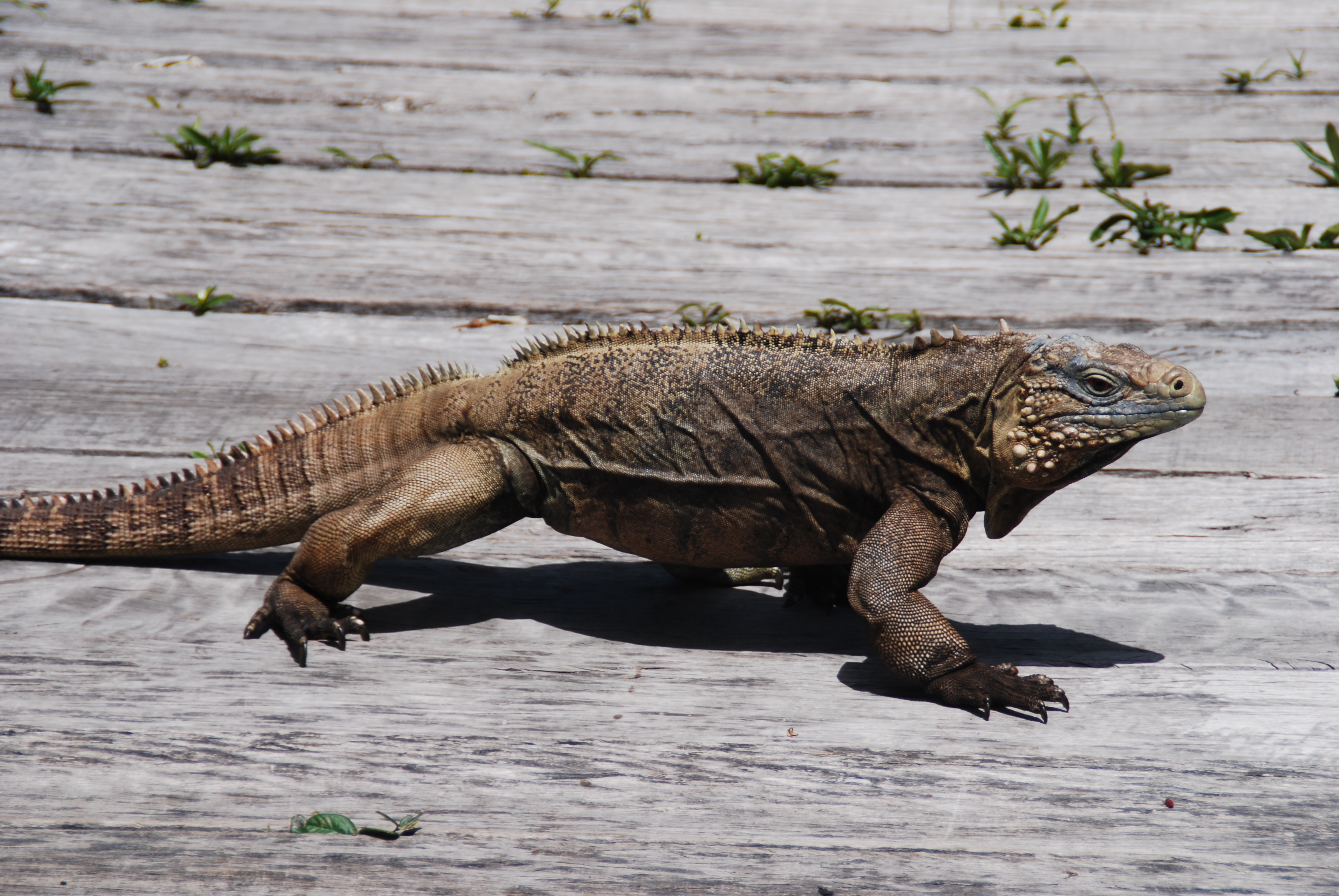
Cyclura nubila (iguane)
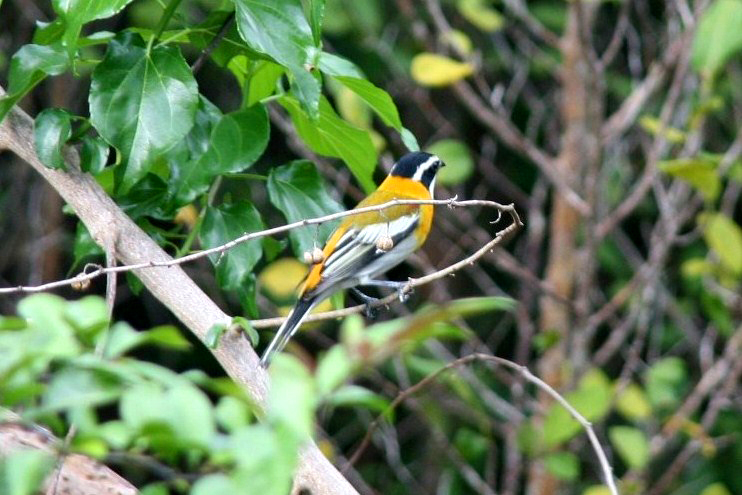
Spindalis zena pretrei